# ذراح (ماوية)

تعديل مصدري - تعديل

ذراح  هي إحدى قرى مديرية ماوية بمحافظة تعز اليمنية، بلغ تعداد سكانها 788 نسمة حسب التعداد السكاني في اليمن في 2004.